# Życiorys większy św. Franciszka
Życiorys większy św. Franciszka, Legenda większa (łac. Legenda maior s. Francisci) – życiorys św. Franciszka z Asyżu napisany przez św. Bonawenturę w latach 1260–1263 na prośbę braci z zakonu franciszkańskiego. Zawiera chronologicznie i tematycznie uporządkowane fakty z życia świętego od jego urodzenia aż do kanonizacji, a także opis dokonanych przez niego cudów.

## Historia powstania
Święty Bonawentura jako minister generalny zakonu franciszkanów został poproszony przez braci o napisanie życiorysu św. Franciszka na kapitule generalnej w 1260 roku. Tworzy życiorys w formie dłuższej (Legenda większa) i krótszej (Legenda mniejsza), i taki zostaje przyjęty na kapitule w Pizie w roku 1263.
Kapituła poprosiła ówczesnego generała z powodu:
- Napięcia między duchowieństwem diecezjalnym i akademickim a zakonami żebrzącymi. Ci pierwsi spekulowali na temat osoby św. Franciszka i potrzeby zakonu w Kościele. Bracia cieszyli się większym uznaniem wiernych niż kler diecezjalny, byli także wyłączeni spod władzy biskupów i proboszczów miejsca pobytu.
- Sytuacji wewnętrznej zakonu. Po śmierci Franciszka coraz wyraźniejsze stawały się dwie tendencje rozumienia jego reguły. Jedna podkreślała radykalne ubóstwo materialne, brak dużych kościołów i klasztorów i nie podejmowanie studiów, druga odrzucała możliwość życia pierwotną formą jako niewystarczającą przy dużej liczbie braci i rosnących potrzebach Kościoła.
- Różnorodności źródeł. Mimo poprzednich, oficjalnych biografii pojawiały się inne dzieła, które odchodziły od faktów z życia założyciela przez tendencyjność, zapożyczenia z innych biografii czy dziecięcych wyobrażeń dotyczących życia św. Franciszka.

## Powiązania z innymi źródłami biograficznymi
Autor nie wymienia imion tych, z którymi rozmawiał. W całym dziele wspomina tylko o br. Idzim, oraz br. Illuminacie. Prawdopodobnie nie chciał, by fakty z życia Franciszka kojarzyły się z którąś z opcji „politycznych” wewnątrz zakonu.
Bonawentura korzystał z już istniejących źródeł. Użył przede wszystkim Życiorysu drugiego świętego Franciszka z Asyżu. Przepisywał z niego całe paragrafy, swobodnie modyfikując tekst lub go streszczając. Traktat o cudach św. Tomasza z Celano został przepisany prawie w całości. Zauważalny jest także wpływ Życiorysu Juliana ze Spiry, Legendy Trzech Towarzyszy, a także pośrednio Anonimu z Perugii. Widać też wpływ I życiorysu autorstwa Tomasza z Celano jako źródła informacji, bez użycia dosłownego.
Kultura pisania w tamtym czasie nie wymagała przypisów czy odnośników, przez co zdarzają się powtórzenia słów i zdań pochodzących z różnych miejsc. Materiał jest opracowany według schematu Bonawentury, uwarunkowanego przez jego osobowość, kulturę teologiczną i cele, a więc i sytuację ówczesnego zakonu.

## Struktura dzieła
W prologu podana jest pochwała św. Franciszka i uwagi metodologiczne, jak powody napisania, styl i plan zawierający krótki opis treści piętnastu rozdziałów. Każdy z nich składa się ze wstępu z opisem rozdziału, treści i podsumowania w formie syntezy. Całość zamyka traktat o cudach mających miejsce po śmierci św. Franciszka.
W wyraźny sposób widać trzy sekcje życiorysu:
| Nr sekcji | Treść                                                                        | Zakres rozdziałów |
| --------- | ---------------------------------------------------------------------------- | ----------------- |
| 1         | Chronologiczny opis życia Franciszka                                         | 1 – 4             |
| 2         | Tematyczny opis cnót Franciszka                                              | 5 – 12            |
| 3         | Chronologiczny opis faktów od otrzymania stygmatów do kanonizacji Franciszka | 13 – 15           |

W dziele zauważalny jest entuzjazm autora rozważającego identyfikację Franciszka z Chrystusem. Napisane jest ono precyzyjnie, eleganckim stylem z zachowaniem podniosłego i kaznodziejskiego tonu.

## Przyczyny i cel napisania życiorysu większego
Autor wymienia następujące przyczyny w prologu:
- miłość braci
- zgodna decyzja kapituły, która powierzyła mu to zadanie
- prywatna cześć wobec św. Franciszka

Biorąc pod uwagę okoliczności historyczne, można przypuszczać, że celem napisania dzieła była obrona osoby św. Franciszka, przez ukazanie działania Boga w jego życiu i jego wkładu w życie Kościoła, ukazanie braciom jego osoby jako jedynego i aktualnego wzoru do naśladowania, a także powstanie jednego i pewnego dzieła.

## Znaczenie
Na przestrzeni wieków zarzucano życiorysowi pewną manipulację faktami, zniekształcającą prawdę historyczną w celach dyplomatycznego złagodzenia napięć w zakonie. Bonawentura omija pewne niewygodne fakty, które istniały we wcześniejszych opracowaniach. Franciszek jest ukazany w kanonie świętości wówczas obowiązującym, a kontekst nie uwzględnia jego czasów, ale trudną sytuację zakonu w XIII w.
Jednak tych zarzutów nie podzielają wszyscy. Niektórzy zwracają uwagę, że dzieło to nie jest tylko historyczne, ale i teologiczne. Podaje fakty i ich interpretacje, w celu przedstawienia podobieństwa Franciszka do Jezusa Chrystusa. Uwzględnić trzeba więc jego osobę i czas w jakim powstało dzieło. Selekcja faktów nie służyła fałszowaniu historii. Ponadto jest to jedyny życiorys o tak szerokim aspekcie mistycznym, co wskazuje na doskonałe zrozumienie osoby świętego Franciszka przez autora.

## Wydania
Tekst zachował się w licznych manuskryptach (najstarsze z XIII w. znajdują się w Asyżu, w archiwum Matki Bożej Anielskiej oraz w bibliotece św. Franciszka). Pierwsze wydanie krytyczne miało miejsce w 1898 r. w Quarachii, ponowione w 1941 r.